# Лебедівка (Хмельницький район)
Лебеді́вка —  село в Україні, у Ярмолинецькій селищній громаді Хмельницького району Хмельницької області. Населення становить 26 осіб.

## Географія
Селом протікає річка Безіменна, ліва притока Ушиці. З 3 серпня 1595 р. знаний лист "з табору над Лебедівкою" гетьмана великого коронного Яна Замойського (де згадано, що це місце на Кучманському шляху). 

## Символіка

### Герб
В золотому щиті з лазуровою базою пливе чорний лебідь з червоним дзьобом, супроводжуваний в главі червоним сонцем з шістнадцятьма променями. Щит вписаний в золотий декоративний картуш і увінчаний золотою сільською короною. Унизу картуша напис "ЛЕБЕДІВКА".

### Прапор
Квадратне полотнище розділене горизонтально хвилясто у співвідношенні 3:1  на жовту і синю смуги. В центрі верхньої смуги червоне сонце з шістнадцятьма променями, по сторонам від якого дві чорні вертикальні лебедині пір’їни.

### Пояснення символіки
Герб означає назву села (є промовистим); чорний колір лебедя символізує унікальність саме цього виду птахів, а, отже, села. Хвиляста база означає річку Безіменну.
На прапорі повторюються кольори і фігури герба.